# Дальневосточная армия
Дальневосто́чная а́рмия — войсковое соединение казачьих и белоповстанческих частей на Дальнем Востоке (20 февраля 1920 г. — 12 сентября 1921 г.), сформирована бывшим атаманом Забайкальского казачьего войска генерал-лейтенантом Г. М. Семёновым из трёх корпусов войск Восточного фронта, под командованием которого принимала активное участие в боях с Народно-революционной армией Дальневосточной Республики и красными партизанами в Забайкалье с апреля по октябрь 1920 г., создав так называемую «Читинскую пробку». Достигла максимальной численности осенью 1920 г. — 29 тысяч человек. В ноябре 1920 г. Дальневосточная армия перебазировалась в Приморье, где продолжала борьбу до ноября 1922 года.

## Создание
В январе 1920 года в Забайкалье пробились в ходе Сибирского Ледяного похода части 2-й и 3-й Армий Колчака и Каппеля. В феврале 1920 г. эти части были объединены с 6-м Восточносибирским корпусом атамана Г. М. Семёнова в вооруженные силы Российской Восточной окраины. Московская группа войск генерала С. Н. Войцеховского по приходе в Читу, 15 марта 1920,  стала именоваться Дальневосточной (Белой) армией в составе трёх корпусов.
27 апреля 1920 г. эти части сформировали Дальневосточную армию (приказ № 311 главкома Г. М. Семёнова) и включали 1-й Забайкальский корпус (Читинская стрелковая и Маньчжурская особая атамана Семенова дивизии), 2-й Сибирский корпус (Иркутская и Омская стрелковые дивизии, Добровольческая бригада и Сибирский казачий полк), 3-й Поволжский корпус (Уфимская, Сводная стрелковая и Оренбургская казачья дивизии, Волжская сводная отдельная им. генерала Каппеля и 1-я отдельная кавалерийская бригады). В Забайкалье в 1920 г. Дальневосточная армия сражалась с противником совместно с казачьими войсками Восточной окраины (Забайкальской казачьей дивизией, Амурской и Уссурийской казачьими бригадами) и Азиатской (Инородческой) конной дивизией (бурят-монгольские и тунгусские конные соединения).

## В Забайкалье
В апреле 1920 г. Дальневосточная армия успешно отразила две попытки НРА ДВР на западе и Амурского фронта на востоке пробиться к Чите. Летом шли локальные бои. В августе-сентябре 1920 г. стал обсуждаться вопрос об эвакуации вооруженных сил Восточной окраины, в том числе и Дальневосточной армии, из Забайкалья в Приморье, где находились основные склады с боеприпасами и вооружением. В отличие от командиров армии Колчака атаман Г. М. Семёнов был категорически против данного плана, считая, что у красных частей в данный момент нет достаточных сил для прорыва Читинской пробки. Однако 1 октября 1920 г. начальник Штаба главнокомандующего Н. А. Лохвицкий самовольно, нарушив приказ главнокомандующего Г. М. Семёнова, начал эвакуации 3-го корпуса Дальневосточной армии, создав брешь в восточной обороне, и тем самым дал возможность Амурскому фронту партизанских отрядов перейти в наступление. Воспользовавшись данным прорывом партизан, НРА ДВР в середине октября начала наступление. После чего Г. М. Семёнов был вынужден согласиться на вывод своих войск из Забайкалья. К ноябрю 1920 г. все части Дальневосточной армии были эвакуированы.

## В Уссурийском крае
Во время переброски войск по КВЖД Дальневосточная армия была почти полностью разоружена китайскими властями. В Приморье, главным образом на территории железной дороги от станции Гродеково до Уссурийска, солдаты и офицеры находились под видом приехавших на трудоустройство из Маньчжурии в Приморье. Приказами главнокомандующего всеми вооруженными силами и походного атамана всех казачьих войск Российской восточной окраины Г. М. Семёнова N 700/а, 703/а, 705/а от 25, 28 и 30 ноября 1920 г. все штабы и учреждения Дальневосточной армии были объявлены расформированными и находившимися в состоянии реорганизации.
Часть войск Дальневосточной армии, вышедших из-под командования Г. М. Семёнова, включая командование 2-го и 3-го корпусов, отказалась подчиняться его приказам. Эти войска приняли активное участие в свержении Временного правительства Приморской областной земской управы, во главе которого стоял большевик Антонов, и в установлении власти временного Приамурского правительства во главе с С. Д. Меркуловым в мае 1921 года.
Приказом Приамурского временного правительства N 36 от 1 июня 1921 г. командующий Дальневосточной армией генерал-лейтенант Вержбицкий был назначен командующим всеми войсками, находящимися на территории Приамурской области, а штаб армии был расформирован и обращен на формирование штаба войск Приамурского временного правительства (приказы командующего войсками Приамурского временного правительства N 1, 32 от 1 и 18 июня 1921 г.).
В связи с непризнанием правительством Меркулова Г. М. Семёнова как главнокомандующего всеми войсками и отъездом последнего за границу, все управления, учреждения армии, находившиеся под его командованием, были объявлены расформированными, а личный состав передан в распоряжение командующего Гродековской группой войск генерал-лейтенанта Ф. Л. Глебова, которая с 12 сентября 1921 г. была подчинена Приамурскому временному правительству и составила основу вооруженных сил Приамурского государственного образования.

## Командный состав Дальневосточной армии
Верховный Главнокомандующий Дальневосточной армии
- генерал-лейтенант (атаман Забайкальского казачьего войска) Семёнов Г. М.

Командующие армией:
- генерал-майор Войцеховский С. Н. (20 февраля — 27 апреля 1920)
- генерал-лейтенант Лохвицкий Н. А. (27 апреля — 22 августа 1920),
- генерал-лейтенант Вержбицкий Г. А. (23 августа 1920 — май 1921).

Начальники штаба армии:
- Генерального штаба генерал-майор Акинтиевский К. К. (3 мая — 28 июля 1920),
- Генерального штаба генерал-майор Пучков Ф. А. (28 июля 1920 — 18 июня 1921).

Командиры корпусов:
- 1-й Забайкальский 
  - генерал-лейтенант Д. Ф. Семёнов (10 марта — 23 июня 1920),
  - генерал-майор Г. Е. Мациевский (с 23 июля 1920);
- 2-й Сибирский 
  - генерал-лейтенант Г. А. Вержбицкий (февраль — 23 августа 1920),
  - генерал-майор И. С. Смолин (с 23 августа 1920);
- 3-й Поволжский 
  - генерал-майор В. М. Молчанов.

Место дислокации штаба: г. Чита, ст. Гродеково, г. Никольск-Уссурийский.